# 黄庆勇
黄庆勇（1962年—），汉族，中华人民共和国政治人物、第十一届全国政协委员。
加入中国民主建国会，担任民建中央委员、广东省委副主委、广东省政府发展研究中心副主任。2008年，当选第十一届全国政协委员，代表中国民主建国会，分入第八组。